# Современная физическая картина мира
Современная физическая картина мира — обобщённое современное физическое представление о природе. В русскоязычной философской литературе употребляется синоним этого термина постнеклассическая физическая картина мира.

## Материальность мира и его единство
Окружающий нас мир представляет собой обладающую неисчерпаемым множеством свойств материю, существующую в
многообразных, взаимосвязанных и взаимопревращающихся формах: вещество, поле, физический вакуум. Современная физическая картина мира базируется на понятии «элементарная частица». Все вещественные объекты микромира состоят из элементарных частиц с ненулевой массой и полуцелым спином (кварки и лептоны).
Элементарные частицы участвуют в четырёх типах взаимодействия: сильном, слабом, электромагнитном и гравитационном.  Квантами физических полей, переносящих взаимодействия, являются фотон, W- и Z-бозоны, глюоны и гравитон. Физический вакуум представляет собой коллективные возбуждения частиц Хиггса.
В едином материальном мире можно выделить три основные структурные области, различающиеся между собой по пространственной протяженности их физических объектов и процессов, преимущественным типам фундаментальных взаимодействий, основным образующим их структурным элементам материи и по характеру их основных физических закономерностей. Это микромир, макромир и мегамир. Также, вероятно, существует субмикромир.

### Субмикромир
Пространственная протяжённость менее {\displaystyle 10^{-18}} м (1 ам ≈ характерный радиус слабого взаимодействия); Вероятно, начиная с этих масштабов теряют смысл обычные пространственно-временные представления, например, существует фундаментальная длина, а пространство и время становятся дискретными.

### Микромир
Пространственная протяжённость порядка {\displaystyle 10^{-18}-10^{-8}} м (от 1 ам до 10 нм ≈ радиус самых мелких вирусов); основные типы взаимодействия — электромагнитное, сильное (ядерное), слабое; основные структурные уровни материи — молекулы, атомы, ядра атомов, элементарные частицы; описывается законами квантовой механики, теории относительности, теорией электрослабого взаимодействия, квантовой хромодинамикой, теориями Великого объединения.
В диапазоне расстояний {\displaystyle 10^{-8}-10^{-10}} м свойства микромира изучает молекулярная и атомная физика, температурные явления и переход тел в разные фазовые состояния связаны с изменением характера движения молекул и их взаимным расположением, химические превращения связаны с изменениями атомного состава молекул; явления на расстояниях {\displaystyle 10^{-15}} изучают ядерная физика и физика частиц низких энергий; физика высоких энергий изучает явления на расстояниях {\displaystyle 10^{-15}-10^{-18}} м.
Особый класс объектов и процессов современной физической картины микромира составляют виртуальные частицы и виртуальные процессы, тесно взаимосвязанные с реальными частицами и процессами.

### Макромир
Пространственная протяжённость от размеров больших молекул до размеров Солнечной системы. Основные виды взаимодействия — электромагнитное, гравитационное; основные структурные уровни материи — макротела, макрополя, космические объекты (планеты солнечной системы и их спутники); при малых скоростях описывается законами классической механики и при больших скоростях — законами теории относительности.
На уровне макромира выделяют два основных вида материи — вещество и поле. Электромагнитное и гравитационное поля в отличие от вещества не имеют массы покоя и могут распространяться лишь с одной определённой скоростью — скоростью света. Структурными элементами вещества и поля являются элементарные частицы, основной чертой которых является их взаимопревращаемость. Общей чертой всех объектов макромира является корпускулярно-волновой дуализм, единство прерывности и непрерывности (двойственная природа света, волновые свойства частиц и т. д.).

### Мегамир
Пространственная протяжённость — за границами Солнечной системы; основные типы взаимодействия — гравитационное и тёмная энергия; основные структурные уровни материи — звёзды, звёздные скопления и ассоциации, межзвёздная материя, галактики, метагалактики, пульсары, квазары, чёрные дыры, тёмная материя, тёмная энергия; описывается законами общей теории относительности. Мегамир изучается космологией.
Согласно теории раздувающейся Вселенной, физический вакуум послужил источником энергии, благодаря которой возникли частицы вещества и кванты полей. В результате изменения состояния физического вакуума, после Большого взрыва наступила фаза почти мгновенного раздувания, сопровождавшаяся расщеплением Правселенной на множество отдельных Вселенных, различающимися всеми фундаментальными константами, которые определяют свойства мира. Согласно квантовой космологии, изучающей физические явления сразу после Большого взрыва, и физики чёрных дыр, свойства микромира и мегамира взаимосвязаны законами физики элементарных частиц.
Физика чёрных дыр является междисциплинарным научным направлением, объединяющим концепции общей теории относительности, физики элементарных частиц, космологии, термодинамики.
Космомикрофизика исследует проблемы космологии и физики элементарных частиц на основе представления о глубокой взаимосвязи законов микро-, макро- и мегамира.

## Движение материи
Материи в любой форме присуще движение. Формы движения материи многообразны (механическая, тепловая, электромагнитная, ядерная, взаимопревращение элементарных частиц), взаимопревращаемы, но не сводимы друг к другу, так как каждая из форм обладает своей спецификой. Движение материи несотворимо и неуничтожимо, как и сама материя, что выражается в существовании законов сохранения массы, импульса, энергии, заряда и др. Движение материи влияет на свойства материальных объектов. Каждой форме движения присущи свои специфические закономерности. Например, законы движения макротел неприменимы к движению микрочастиц.

## Пространство и время
Пространство и время — это не самостоятельные субстанции, а лишь формы существования материи и неотделимы от неё. Пространство и время имеют ряд свойств (однородность пространства и времени, изотропность пространства, необратимость времени и т. д.). Пространственно-временные характеристики относительны и определяются движением материи, что вытекает из специальной теории относительности (преобразования Лоренца). Пространство и время связаны друг с другом (инвариантность интервала СТО), образуя единую форму существования материи. Свойства пространства и времени определяются материей (влияние поля тяготения на геометрию пространства и ритм времени, определяемое уравнениями Эйнштейна ОТО).
Современная наглядная концепция геометрической «сшивки» трёхмерного пространства-времени в микромире, макромире и мегамире представлена в МГУ Ангорским А. А.

## Причинность и закономерность
В мире все явления причинно обусловлены и протекают в соответствии с объективными физическими законами. Причинность в физике может проявляться в механистической и вероятностной формах. Соответственно и закономерности в физике могут быть динамическими (классическая физика) и статистическими (квантовая физика, термодинамика).